# Secret State
Secret State é uma minissérie de televisão britânica de 2012 dirigida por Ed Fraiman e escrita por Robert Jones inspirado no romance de 1982 A Very British Coup, de Chris Mullin.
Secret State foi indicada ao prêmio Emmy Internacional de Melhor Filme/Minissérie de TV.

## Enredo
A minissérie acompanha a vida de Tom Dawkins (Gabriel Byrne), um político que acredita na obrigação do governo de ser transparente. Mas, quando um grave acidente levanta dúvidas quanto ao sistema de segurança de uma empresa petroquímica americana, ele precisa lidar com os diversos interesses financeiros, militares e da mídia, tanto nacionais quanto internacionais, para comandar as investigações e sair ileso das manobras de seu partido.

## Elenco
- Gabriel Byrne ... Tom Dawkins MP
- Charles Dance ... John Hodder MP
- Stephen Dillane ... Paul Jacob Clark
- Rupert Graves ... Felix Durrell MP
- Ralph Ineson ... Sargento Wrigglesworth
- Russell Kilmister ... Nillis Jacobson
- Sylvestra Le Touzel .... Ros Yelland MP
- Anna Madeley ... Gina Hayes
- Gina McKee ... Ellis Kane
- Ruth Negga ... Agnes Evans
- Jamie Sives ... Lee Foulds
- Al Weaver ... Joss Leyton
- Douglas Hodge .... Anthony Fossett
- Nicholas Farrell ... General Munnery
- Anton Lesser ... Sir Michael Rix

## Prêmios e indicações
| Ano  | Prêmio                    | Categoria                   | Indicado     | Resultado |
| 2013 | Emmy International Awards | Melhor Telefilme/Minissérie | Secret State | Indicado  |